# Mychajliwka (rejon olewski)
Mychajliwka (ukr. Михайлівка) – wieś na Ukrainie, w obwodzie żytomierskim, w rejonie olewskim. W 2001 roku liczyła 240 mieszkańców.